# Zvi Malnovitzer
Zvi Malnovitzer (en hébreu: צבי מלנוביצר, né 1945) est un artiste peintre expressionniste juif né d'une famille Haredi (juive ultra-orthodoxe) religieuse à Bnei Brak, Israël.  Compte tenu de son éducation d'une société isolée du monde moderne, où il a été consacré à l'étude du Talmud dès le plus jeune âge, sa décision de devenir un artiste représente une grand accomplissement.  Au cours de sa formation artistique à Reichenau, Autriche, où il a étudié sous auspices artistes comme Wolfgang Manner et sous la direction d'Ernst Fuchs (chef de file de l'école viennoise du réalisme fantastique), Malnvotizer a développé un style original et unique. Les thèmes de ses œuvres surtout facilitent les relations entre religieux et séculiers.  
Alors que les œuvres de Malnovitzer se démarquent dans le style de Rembrandt van Rijn (1606–1669), le peintre prolifique de l'art de l'auto-portrait, et Francisco de Goya (1746-1828), le style de Malnovitzer est unique car il combine l'expressionnisme européen avec des thèmes traditionnels et religieux.  La manière dont il peint ressemble à sa manière de vivre - en adoptant les idées modernes, tout en continuant à préserver ses traditions religieuses.  Les sujets de ses peintures sont divers, allant de rabbins, de survivants de l'Holocauste, aux patrons de cafés. L'humanité et l'universalité de ses œuvres l'a fait connaître dans le monde entier - à Tel Aviv, Tokyo, Paris, New York, et de nombreuses autres villes où ses tableaux ont fait leur apparition dans les enchères, des galeries et des expositions.

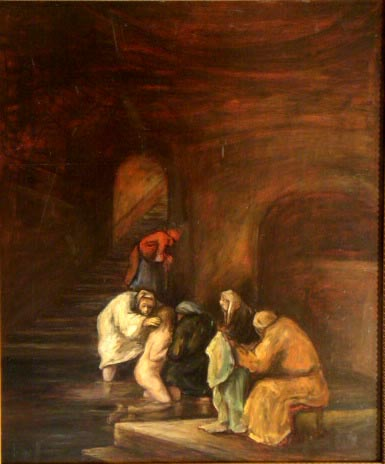
Tvila au Mikve (1978)
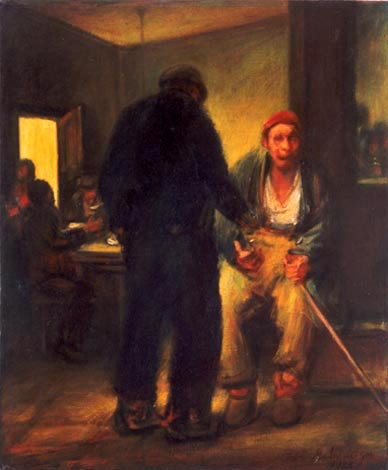
La Tsedaka (charité) (1980)
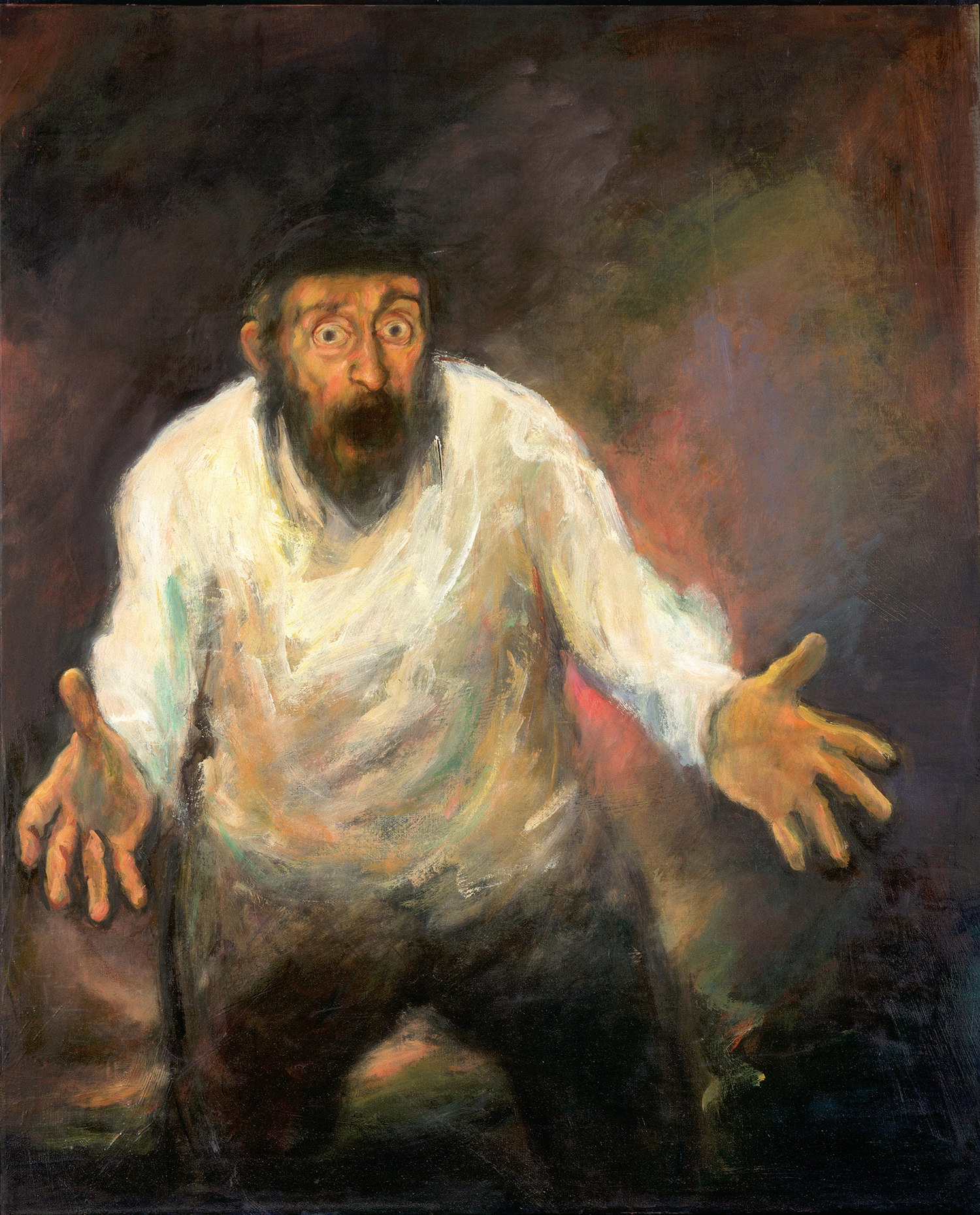
Le cri (1984)
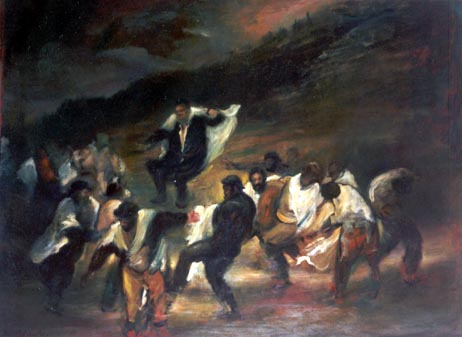
Danse dans les montagnes de Meron (1986)
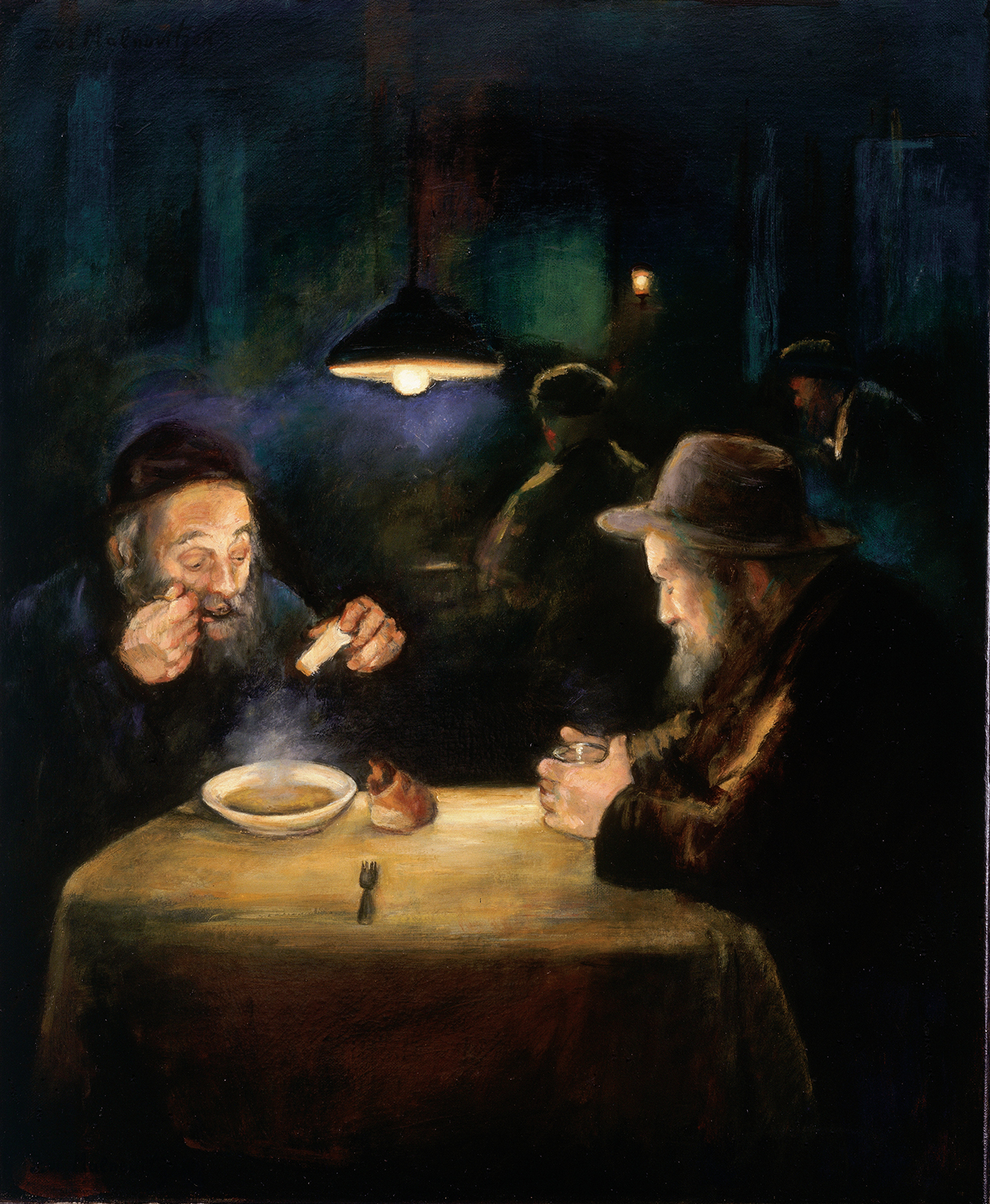
La soupe (2001)
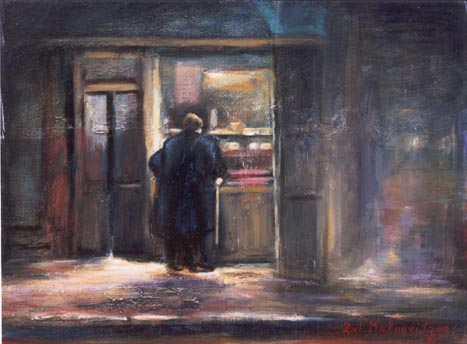
Un sans-abri (2003)
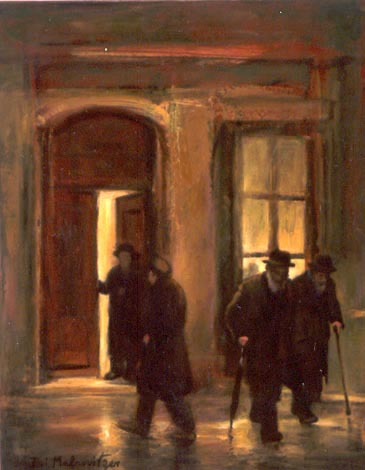
Sortie de la synagogue (2007)
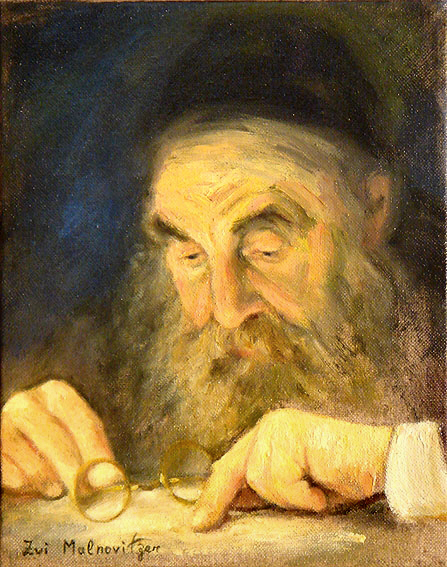
Homme lisant (2007)